# Clistoabdominalis dilatatus
Clistoabdominalis dilatatus är en tvåvingeart som beskrevs av De Meyer 1997. Clistoabdominalis dilatatus ingår i släktet Clistoabdominalis och familjen ögonflugor. Inga underarter finns listade i Catalogue of Life.